# Monolepta kurosawai
Monolepta kurosawai là một loài bọ cánh cứng trong họ Chrysomelidae. Loài này được Chujo & Ohno miêu tả khoa học năm 1961.